# Santa María Magdalena Piñas
Santa María Magdalena Piñas är en ort i Mexiko.   Den ligger i kommunen Pluma Hidalgo och delstaten Oaxaca, i den sydöstra delen av landet, 500 km sydost om huvudstaden Mexico City. Santa María Magdalena Piñas ligger 485 meter över havet och antalet invånare är 303.
Terrängen runt Santa María Magdalena Piñas är kuperad åt sydväst, men åt nordost är den bergig. Runt Santa María Magdalena Piñas är det ganska tätbefolkat, med 75 invånare per kvadratkilometer. Närmaste större samhälle är Santa María Huatulco, 10,4 km sydost om Santa María Magdalena Piñas. I omgivningarna runt Santa María Magdalena Piñas växer huvudsakligen savannskog.